# دحنانيات
الدَحنانيات (الاسم العلمي: Scophthalmidae)، فصيلة أسماك بحرية مفلطحة توجد في شمال المحيط الأطلسي وبحر البلطيق والبحر الأبيض المتوسط والبحر الأسود.. تُعرف أسماك هذه الفصيلة بشكل شائع باسم الطربوتيات، على الرغم من أن هذا الاسم يمكن أن يشير تحديدًا إلى طربوت عملاق أيضًا.